# MCAD-brist
MCAD-brist är en ärftlig ämnesomsättningssjukdom som beror på att personen saknar ett enzym som bryter ner fettsyror.

## Genetik
MCAD, eller ”medium-kedja-acyl-koenzym A dehydrogenas”, är ett enzym som syntetiseras från ACADM-genen. Genen ligger placerad på kromosom 1 på p-arm 31.1 (1p31.1) och innehåller 39 333 baspar varav 37 956 av dessa ingår i kodande regioner. Genen har 11 exoner (alla är proteinkodande) och 18 olika alternativa splice-former.
MCAD-brist kan orsakas av många olika typer av mutationer som kan drabba ACADM-genen på antingen exon- eller intron-nivå, dessa ger skilda konsekvenser på MCAD-proteinet. Den vanligaste typen av mutation är den icke-synonyma missense-mutationen (SNP leder till utbyte av en aminosyra) där framförallt tre SNP:s i ACADM-genen har konstaterats vara extra vanligt förekommande:
1.	985: A till G SNP förändrar Lysin 304 till en Glutamin
2.	199: T till C SNP förändrar Tyrosin 42 till en Histidin
3.	799: G till A SNP förändrar Glycin 267 till Arginin
Det är dock inte alltid SNP:s i genen som orsakar MCAD-brist. Andra mutationer såsom uppströms-liggande icke-kodande SNP:s och framshift (i genen) kan leda till aktivering av nonsense medierad degradation.
Oavsett om proteinets aminosyrasekvens  utsätts för missense eller nonsense mutation så blir effekten densamma eftersom ett fullt funktionellt protein är essentiellt för en fungerade β-oxidation. Det enda kravet för att sjukdomen ska ske är att genens båda kopior har blivit drabbade. Genen är därför autosomalt recessiv monogen - men i mer än hälften av fallen har den påträffats vara komplex heterozygot (compound heterozygosity) vilket innebär att den kan ha olika mutationer på de två olika allelerna och ändå leda till sjukdomen. I ett fåtal fall verkar det som om bärare också visat på mildare symptom.

## Funktion och symptom

MCAD-enzymet finns i mitokondrien och medverkar under β-oxidationens första steg där den dehydrogenerar ”acyl CoA” med medellånga kolväte-kedjor till ”trans-2-Enoyl CoA” (FAD {\displaystyle \longrightarrow } FADH2) och genererar på så sätt en dubbelbindning mellan de två kolvätena. Medellånga kolvätekedjor är vanliga i såväl mat som i den egna fettvävnaden och är en stabil källa av energi som framförallt används av hjärta och muskler.
När β-oxidationen initieras utan att faktiskt omhänderta fettsyrorna (till följd av ett defekt MCAD-enzym) börjar dessa anrikas mellan mitokondriens två membran i leverceller. Detta leder till att mitokondrien blir väldigt elektrontät, vilket är relevant vid elektronmikroskopering av cellerna, och levern uppsvullen. När tillräckliga mängder fettsyror ansamlats i levern påfrestas glukosproduktionen i sådan grad att konsekvensen blir sjunkande blodsockernivåer, vilket är ett av symptomen. Andra symptom kan vara kramper, svårt att andas, kräkningar och i riktigt allvarliga fall koma och död.

## Prognos och incidens
Sjukdomen märks inte av innan ett så kallat ”sjukdomsanfall” har startat till följd av en trigger. En trigger i den här sjukdomen är något som får glukos-nedbrytningen att övergå till β-oxidation, t.ex. svält, infektioner eller stress.
Sjukdomen kan bryta ut i vuxen ålder, men den kan också träda fram under de första levnadsdagarna hos ett barn. Dödligheten hos en vuxen individ ligger på ca 25% under en attack. En attack kan också medföra en risk på 20-40% att utveckla hjärnskador om individen skulle överleva anfallet. Dödligheten hos barn är hög.
Sjukdomsanlaget förekommer hos cirka 1 per 17 000 personer i USA men har visats vara vanligare i Nordeuropa. I Sverige föds 8-12 barn per år med sjukdomen. Med en sjukdom som har så allvarliga symptom, en så stor dödlighet hos nyfödda barn och en relativt lätt behandlingsform beslutades det för några år sedan att MCAD-brist skulle ingå i PKU-testet, som automatiskt görs på nyfödda barn i Sverige.

## Diagnos
I Sverige utförs PKU-provet på nyfödda vid 48-timmars ålder genom att mäta koncentrationen fettsyror med olika kedjelängder bundna till karnitin i blodet genom tandem masspektrometri. Detta test tar ca 1 vecka att behandla och ger inget definitivt resultat men om datan skulle väcka misstankar skickas detta direkt till specialistlaboratorier på metabola sjukdomar. Här studeras mönster av de organiska syrorna från urin och blodplasman i blodet. Om misstanken fortfarande kvarstår utförs en DNA-analys för att säkerställa MCAD-brist på grund av mutation i ACADM-genen.
I de fall då symptomatiska individer kommer akut för vård på grund av ett pågående anfall kan en direktmätning av ketoner i urin eller blod utföras. Eftersom ketoner normalt ska bildas under β-oxidationen skulle ett negativt resultat för dessa visa på dysfunktion i den β-oxidativa metabolismen.
Det ska dock noteras att en diagnos också kan fastställas på andra sätt än det som socialstyrelsen förklarat i det svenska PKU-testet. Det går till exempel att utföra prenatal diagnos via mätning av oktanoatoxidation i amniotiska celler och det går, som tidigare nämnt, att analysera leverceller i elektronmikroskop.

## Behandling
För patienter med MCAD-brist rekommenderas att äta en varierad kost, undvika överflödig stress och att undvika svält för att på så sätt inte utlösa ett anfall.. Som akutbehandling kan intravenöst glukos ges för att stimulera insöndring av insulin och på så sätt stoppa β-oxidationen från att ackumulera fler fettsyror.